# خوان كارلوس رييس
خوان كارلوس رييس (بالإسبانية: Juan Carlos Reyes)‏ (15 أكتوبر 1976 ببايساندو في الأوروغواي - ) هو لاعب كرة قدم أوروغواني في مركز الهجوم. لعب مع ناسيونال مونتيفيديو وبايساندو بيلافيستا ‏ وأونسي مونيسيبال ‏ ونادي جالابا ‏ وAlacranes Del Norte ‏ وإيسيدرو ميتابان ‏ وAtlético Balboa ‏ وC.D. Juventud Independiente ‏ ونادي لويس أنخيل فيربو وTacuarembó F.C. ‏ وسنترو أتلتيكو فينكس ‏.

## وصلات خارجية
- خوان كارلوس رييس على موقع قاعدة بيانات كرة القدم.إي يو (الإنجليزية)
- خوان كارلوس رييس على موقع Soccerway.com (الإنجليزية)